# Rio Machado
O rio Machado é um curso de água do sul do estado de Minas Gerais, no Brasil.
Nasce na serra do Cervo, no município de Congonhal, percorre ainda os municípios de Espírito Santo do Dourado, Ipuiuna, Campestre, Poço Fundo e Machado, e deságua na represa da Usina Hidrelétrica de Furnas, entre os municípios de Alfenas e Paraguaçu. Possui 120 km de extensão.
Seus principais afluentes são: ribeirão do Machadinho, córrego da Cachoeirinha e ribeirão Água Limpa.
Pertence à bacia hidrográfica do rio Grande.
Existe no rio Machado uma usina hidrelétrica no município de Poço Fundo com capacidade para 9,16 MW.